# If You Want Blood You've Got It
If You Want Blood You've Got er det første livealbum fra det australske hårde rock-band AC/DC som oprindeligt blev udgivet i USA den 21. november 1978. Alle sangene blev skrevet af Angus Young, Malcolm Young, og Bon Scott.
Albummet blev indspillet live gennem deres Powerageturné i 1978 og indeholder liveversioner af sange fra de tidligere album T.N.T., Dirty Deeds Done Dirt Cheap, Let There Be Rock, og Powerage.

## Spor
1. "Riff Raff" – 5:10
2. "Hell Ain't a Bad Place to Be" – 4:02
3. "Bad Boy Boogie" – 7:35
4. "The Jack" – 5:43
5. "Problem Child" – 4:32
6. "Whole Lotta Rosie" – 5:20
7. "Rock 'n' Roll Damnation" – 3:30
8. "High Voltage" – 5:05
9. "Let There Be Rock" – 8:15
10. "Rocker" – 3:00

## Musikere
- Bon Scott – sang
- Angus Young – Lead guitar
- Malcolm Young – Rytmeguitar, kor
- Cliff Williams – Bass guitar, kor
- Phil Rudd – Trommer

## Placering på hitliste
Album – (Storbritannien)
| År   | Hitliste      | Placering |
| ---- | ------------- | --------- |
| 1978 | UK Pop Albums | 13        |

## Fodnoter
1. ↑  everyHit.com - UK Top 40 Chart Archive, British Singles & Album Charts